# Łaskarzew
Łaskarzew es un municipio urbano (gmina miejska) situado en el distrito (powiat) de Garwolin, en Mazovia, Polonia. Según el censo de 2021, tiene una población de 4575 habitantes.
El municipio rural homónimo también tiene su sede en la localidad.

## Historia
Durante la Invasión de Polonia por los alemanes en 1939, el 17 de septiembre las fuerzas alemanas asesinaron a 58 personas en la ciudad, 34 judíos y 24 polacos. Algunas de las víctimas llegaban hasta los 75 años de edad.
El 27 de septiembre de 1942, los alemanes deportaron 1240 judíos al campo de exterminio de Treblinka.